# A Taste of Freedom
«A Taste of Freedom» (укр. «Смак свободи») — п'ята серія четвертого сезону анімаційного серіалу «Футурама», що вийшла в ефір у Північній Америці 12 грудня 2002 року.
Автор сценарію: Ерік Горстед.
Режисер: Джеймс Пердем.
Прем'єра в Україні відбулася 24 серпня 2007 року.

## Сюжет
Як і все населення Землі, команда «Міжпланетного експреса» святкує День Свободи — день, коли кожен може робити, що заманеться, не турбуючись про наслідки. Найбільший ентузіазм це свято викликає в доктора Зойдберґа, оскільки на своїй рідній планеті він постійно відчував брак свободи й різноманітні утиски. На урочистостях у Вашингтоні президент Землі — голова Ричарда Ніксона — командує підняттям земного прапора, який Зойдберґ з'їдає на знак відданості принципам свободи. Натовп глядачів, проте, сприймає це як блюзнірство і зраду. Зойдберґа переслідують по всьому місті, аж доки він не ховається у декаподіанському посольстві.
Зойдберґа притягують до суду, і команда наймає адвокатом Старого Водоспада — старшого члена родини Водоспадів. Суд вимагає публічного вибачення, проте Зойдберґ відмовляється, не відчуваючи за собою жодної провини, і вирок міняють на смертний. Після того, як армія Землі атакує посольство, щоби вилучити звідти Зойдберґа (що юридично означає воєнне вторгнення, адже територія посольства належить планеті Декапод), посол викликає по радіо збройні сили декаподіанців. Інопланетне військо легко перемагає землян (не в останню чергу, як вже встигло стати «традицією», завдяки некомпетентності Заппа Бренніґана, який передає коди доступу до системи глобальної оборони декаподіанцю, цілком помітно замаскованому під землянина, на ім'я «Лю Дина»), і все населення Землі опиняється у рабстві у загарбників.
Зойдберг навіть не думає допомогти своїм колишнім колегам, оскільки вважає, що земляни не заслуговують на свободу. Фрай, Ліла, Бендер, Запп і Кіф разом з іншими людьми змушені працювати на будівництві велетенського «Мобільного Палацу Гноблення» з піску. Якось після роботи Фрай відводить усіх у Музей зброї, де друзі знаходять ракету з теплонаведенням. Під час демонстрації палацу, команда випускає ракету проти нього, але вона не може влучити, бо палац є «холоднокровним», як і самі декаподіанці. Одною зі своїх клешень палац розчавлює Старого Водоспада, до якого Зойдберґ почував повагу, оскільки той взявся захищати його тоді, коли всі інші відвернулися. Обурений Зойдберґ підпалює прапор і жбурляє його в палац. Тепло від полум'я притягує ракету, і палац вибухає. Зойдберґа проголошують національним героєм. На його честь влаштовується церемонія з підняттям прапора, від якого йому навіть дозволяють відкусити шматок. Зойдберґ доходить висновку, що тепер його справжньою рідною планетою є Земля.

## Послідовність дії
- У цій серії втретє в усьому серіалі з'являється член родини Водоспадів — Старий Водоспад (озвучка: Філ Гендрі). Як і два його попередники — Водоспад-молодший і Водоспад-старший — Старий Водоспад гине, після чого в кадрі з'являється його наступник (у цьому випадку, наступниця: правнучка Фріда Водоспад), що обіцяє помститися за смерть родича. Імовірно, в одній з майбутніх серій Фріду також буде вбито, на продовження цього повторюваного жарту.

## Пародії, алюзії, цікаві факти
- Сюжет епізоду базується на розповсюдженій у світі суперечливій політичній акції спалювання прапора.
- Гімн «Стара Свобода», що звучить на церемонії підняття прапора, дуже подібний на державний гімн Нідерландів.
- У засіданні Верховного суду беруть участь законсервовані голови справжніх членів Верховного суду США на час виробництва серії.
- «День Свободи» багато в чому подібний на фестиваль «Роби, що хочеш» у «Сімпсонах» (автор обох серіалів — Мет Ґрейнінґ).
- Костюм, у якому Емі з'являється у суді, нагадує відомий костюм Жаклін Кеннеді.
- Початкова версія сценарію містила сцени руйнування будівель декаподіанськими космічними кораблями, проте пізніше автори замінили ці сцени (як такі, що можуть асоціюватися з подіями 11 вересня 2001 року) на інші.
- Серія отримала рейтинг «TV-14 DV» («не для перегляду дітьми до 14 років через зміст діалогів і показ сцен насильства»).
- Українська прем'єра серії відбулася 24 серпня — у День незалежності України.

## Особливості українського перекладу
- Серед посольств різних планет у Вашингтоні фігурує посольство клінґонів. Клінґони — вигадана інопланетна раса з серіалу «Зоряний Шлях». Вочевидь, ця назва була неправильно інтерпретована перекладачами, через що в українській версії прозвучало «посольство причеп» (імовірно від англ. cling on — чіплятися).